# Jesus (canción de Queen)
"Jesus" es una canción por la banda británica Queen. Fue escrita por el vocalista Freddie Mercury para el álbum debut homónimo de 1973. "Jesus" es una canción influenciada por el rock psicodélico.

## Composición y grabación

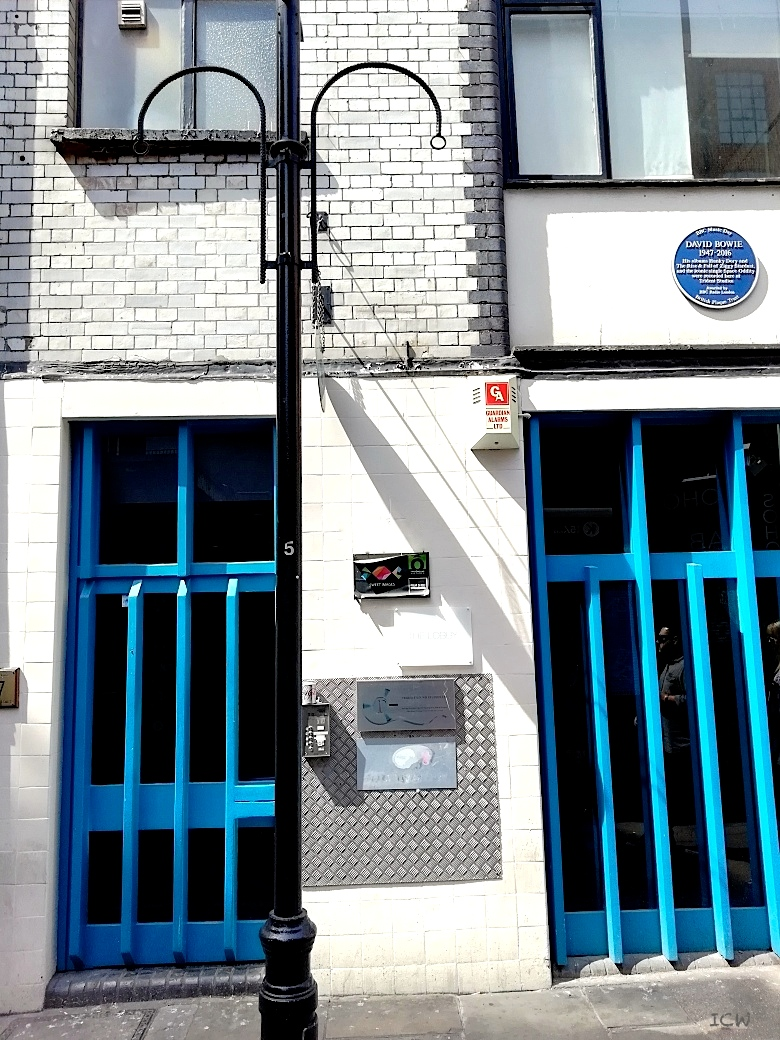
Los Trident Studios en 2018, donde el álbum fue grabado.

"Jesus" fue una de las cinco canciones que Queen grabó en demo, como una oportunidad de probar las instalaciones de grabación del estudio De Lane Lea el 8 de septiembre de 1971. La melodía de la canción está fuertemente inspirado por "Jesus Christ Superstar", la cual fue originalmente grabada en 1970.
Los arreglos de guitarra extendida, junto con los coros "All going down to see the Lord, Jesus", suenan muy teatrales.

## Música y letra
"Jesus" es una de las últimas canciones en la que Mercury se inspiraba de la Biblia, o de su propia relación con la religión.
Posteriormente, Mercury prefirió divagar en su imaginación, creando mundos habitados por personajes misteriosos, y refiriéndose a libros que el disfrutó o trabajos de arte que lo hayan conmovido. Las letras cuentan parte de la historia de Jesús de Nazareth. Mercury, a quien se le atribuye la composición de la canción, fue un parsi zoroastrista. Debido a los efectos creados por la guitarra de May, la Red Special, entre otras cosas, muchos de los primeros seguidores de Queen vieron a la banda como un grupo de rock psicodélico.

## Créditos
Créditos adaptados desde las notas del álbum.
- Freddie Mercury – voz principal, piano
- Brian May – guitarra eléctrica y acústica, coros
- Roger Taylor – batería, coros
- John Deacon – bajo eléctrico